# Sylvie Goulard
Sylvie Goulard (Marsella, 6 de desembre de 1964) és una política francesa des del 17 de maig de 2017 Ministra de Defensa de França. A l'any 2009 va ser escollida eurodiputada. Fou membre de la comissió d'Afers Econòmics i Monetaris, i coordinadora del grup ALDE, així com membre suplent de la comissió d'Agricultura i Desenvolupament Rural. El 2010 va participar en la creació del Grup Spinelli. Forma part de la junta directiva nacional del Moviment Demòcrata, a més de ser assessora d'assumptes estrangers expresidenta del Moviment Europeu a França. Després de graduar-se en dret per la Universitat Paul Cézanne i havent estudiat a Sciences Po i l'Escola Nacional d'Administració, és professora del Col·legi d'Europa (Bruges).